# Ptilodexia strigilata
Ptilodexia strigilata là một loài ruồi trong họ Tachinidae.